# Een olifant in onze straat
Een olifant in onze straat is een hoorspel van Ilse Tielsch-Felzmann. Ein Elefant in unserer Straße werd op 11 juli 1976 door de Österreichischer Rundfunk uitgezonden. Josephine Soer vertaalde het en de TROS zond het uit op zaterdag 13 december 1980 (met een herhaling op dinsdag 19 juli 1983). De regisseur was Bert Dijkstra. Het hoorspel duurde 39 minuten.

## Rolbezetting
- Eric van Ingen (verteller)
- Jan Borkus (boekhouder Maschek)
- Fé Sciarone (mevrouw Maschek)
- Frans Kokshoorn (een politieagent)
- Hans Veerman (een psychiater)

## Inhoud
De boekhouder Alfred Maschek is echt een alledaags iemand. Met zijn vrouw leidt hij een rustig, harmonisch leven. De buren waarderen hem als een hoffelijk en terughoudend medemens. Men kan zich dus voorstellen wat voor een verwarring er ontstaat, als de buurt moet vaststellen dat Alfred Maschek zijn auto tegen een olifant heeft ingeruild...